# Xavier Carrer
Xavier Carrer (* 11. Juli 1973 in Andernos-les-Bains) ist ein französischer Karambolagespieler und Unternehmer.

## Karriere
Carrer ist ein Karambolagespieler in den klassischen Disziplinen „Freie Partie“ und „Cadre“. Erste internationale Erfolge erzielte er 1992 mit einer Silbermedaille bei der Junioren-Europameisterschaft in der Freien Partie. Im gleichen Jahr gewann er eine Bronzemedaille bei der Junioren-EM im Cadre 47/2, eine zweite kam 1994 hinzu. Sein größter Erfolg ist der Gewinn der Bronzemedaille bei der EM im Cadre 71/2 2002. 2004 und 2005 wurde er in dieser Disziplin Sieger bei den Französischen Meisterschaften.

### Kozoom
Im Alter von 26 Jahren gründete er 1999 das Medienunternehmen Kozoom, Weltmarktführer digitaler Medien, im Besonderen bei Live-Übertragungen von Karambolageturnieren. Inzwischen hat das Unternehmen eine Zweigniederlassung in Seoul, Südkorea. Kozoom ist offizieller Partner der Union Mondiale de Billard (UMB) und der Confédération Européenne de Billard (CEB).

## Erfolge
- Freie-Partie-Europameisterschaft der Junioren:  1992
- Cadre-47/2-Europameisterschaft der Junioren:  1992, 1994
- Cadre-71/2-Europameisterschaft:  2002
- Französische Meisterschaft im Cadre 71/2:  2004, 2005  2002, 2003
- Französische Meisterschaft im Cadre 47/2:  2002  2001
- Französische Masters Cadre 47/1:  2005  2003
- Französische Masters Cadre 47/2:  2003
- Französische Masters Cadre 71/2:  2008  2003, 2004